# Dora-Maira-Massiv
Das Dora-Maira-Massiv befindet sich im inneren Bereich des westlichen Alpenbogens in der italienischen Region Piemont und ist etwa 45 km von der nordöstlich gelegenen Stadt Turin (it. Torino) entfernt. Das Massiv repräsentiert einen kuppelförmigen Gesteinsgürtel, der sich aus paläozoischen Kristallineinheiten zusammensetzt und sich über 70 km vom Susatal (it. Val di Susa) im Norden bis zum Mairatal (it. Valle Maira) im Süden erstreckt.

## Geologische Stellung und Interpretation

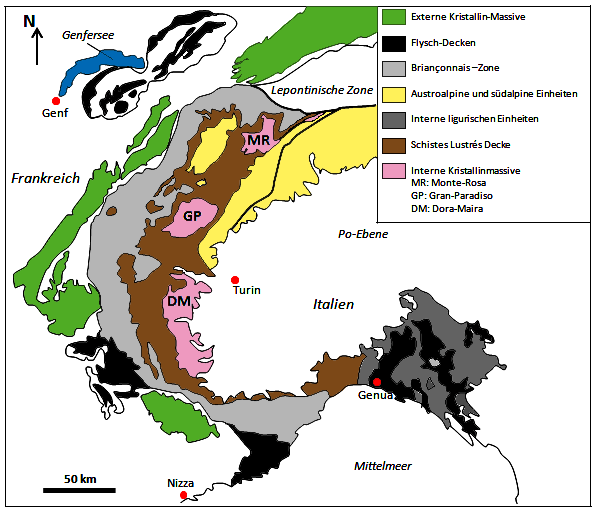
Geologische Karte der Westalpen mit dem Dora-Maira-Massiv

Das Dora-Maira-Massiv bildet zusammen mit dem Monte-Rosa- und dem Gran-Paradiso-Massiv die penninischen Internmassive der Westalpen. Diese werden dem Briançonnais zugerechnet, das zwischen den beiden penninischen Ozeanbecken (Valais und Piemont-Liguria) lag. Manche Wissenschaftler gehen auch von einem Ursprung vom südlichen europäischen Kontinentalrand aus. Die drei kristallinen Massive ergeben zusammen eine strukturelle Fenstereinheit in den metaophiolithischen Abfolgen der Schistes Lustrés Decke, welche dem oberen Penninikum (Piemont-Zone) zugeordnet wird. Die entsprechend überlagernden Gesteine des Monviso- und Rocciavrè-Massivs bilden dabei die westliche Grenze des Dora-Maira-Massivs.

## Interne Struktur
Das Dora-Maira-Massiv stellt eine gestapelte Sequenz von insgesamt drei tektonischen Haupteinheiten dar, welche von der Pinerolo-, Venasca- und Dronero-Einheit repräsentiert werden. Diese drei Einheiten sind voneinander durch mächtige, diffus-duktile Deformationszonen getrennt und von jüngeren spät-eozänen Prozessen der Metamorphose überprägt.

### Pinerolo-Einheit
Die Pinerolo-Einheit stellt die unterste Einheit dar, die sich aus Orthogneisen sowie überlagernden Metakarbonaten und Graphit-Glimmerschiefern möglicherweise karbonischen Alters, zusammensetzt. Diese vorliegenden Orthogneise und karbonischen Gesteine sind im Weiteren von permischen Diorit-Intrusionen durchschlagen. Die Paragenese: Almandin + Chloritoid + Quarz + Phengit + Paragonit + Rutil ± Ilmenit in auftretenden Metapeliten ist typisch für die Pinerolo-Einheit, der auftretende Höhepunkt der Metamorphose wird dabei mit ≤ 8–12 kbar und ≤ 500 °C angegeben.

### Venasca-Einheit
Dieser Komplex ist zwischen der Pinerolo- und der Dronero-Einheit eingeschoben, setzt sich aus polymetamorphen Gneisen mit Eklogiten und Marmoren zusammen und wurde von mächtigen paläozoischen Granit-Intrusionen durchschlagen. Die Venasca-Einheit lässt sich darüber hinaus in zwei Subeinheiten untergliedern, die als Coesit-„Hot“-Eklogit- und „Cold“-Eklogit-Einheit bezeichnet werden.

#### Coesit-„Hot“-Eklogit-Einheit

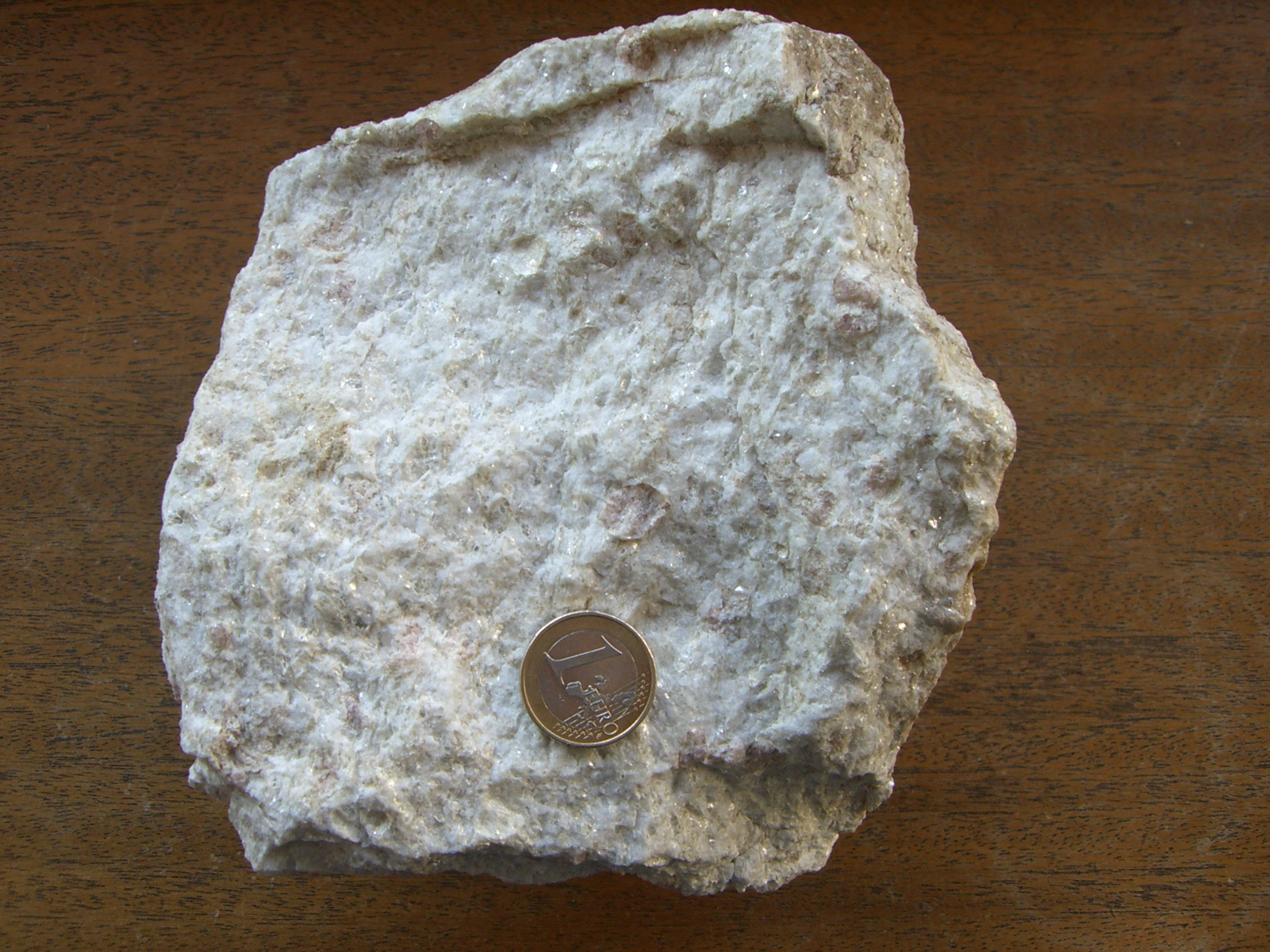
Pyrop-Quarzit

Die Coesit-„Hot“-Eklogit-Einheit enthält Ultrahochdruckparagenesen, die durch mächtige Quarz-Kyanit-Granat-Phengit-Schiefer und Biotit-Phengit-Gneise repräsentiert werden. Untergeordnet können Eklogite und Marmore in Assoziation mit der zuvor genannten Schieferformation auftreten. Neben den genannten Gesteinen können sogenannte Pyrop-Quarzite in Form von Boudins innerhalb der erwähnten Gneismassive aufgeschlossen sein, diese bildeten sich möglicherweise durch Prozesse der Metasomatose aus den granitischen Nebengesteinen, auch ergibt sich die Möglichkeit, dass es sich bei diesen Gesteinen um Meta-Evaporite handeln könnte. Die maximalen P-T-Bedingungen, die beim Höhepunkt der prograden Metamorphose erreicht wurden, werden für die Pyrop-Quarzite mit 30 kbar (entspricht einer Tiefe von ca. 100 km) und 700 – 750 °C angegeben. Im Vergleich dazu zeigen die repräsentativen Rahmengesteine, die Biotit-Phengit-Gneise, geringere P-T-Bedingungen, die mit etwa 15 kbar und 630 °C charakterisiert werden.

#### „Cold“-Eklogit-Einheit
Über der Coesit-„Hot“-Eklogit-Einheit lagert die „Cold“-Eklogit-Einheit, die lithologisch sehr ähnlich dem coesitführenden Basement aufgebaut ist. Das einzige Feldkriterium diese beide Einheiten zu differenzieren, ist das Vorhandensein von Chloritoid in den charakteristischen metapelitischen Schiefern der „Cold“-Eklogit-Einheit. Die dazugehörigen metamorphen Bedingungen werden mit etwa 15 kbar und 550 °C definiert.

### Dronero-Einheit
Die Dronero-Einheit wird als vulkano-sedimentäre Sequenz interpretiert, die ein karbonisches bis permotriassisches Alter aufweist. Diese Einheit setzt sich demnach aus permokarbonen Quarz-Chloritoid-Ankerit-Schiefern und permotriassischen Phengit-reichen Quarziten zusammen. Die permokarbonen Schiefer enthalten lokal auch Kyanit oder Glaukophan, die somit auf ehemals blauschieferfazielle Bedingungen mit hohen Drucken und niedrigen Temperaturen hinweisen. Insgesamt werden die metamorphen P-T-Bedingungen für die Dronero-Einheit mit etwa 10–12 kbar und 500 °C angegeben.